# Sam Simon
Samuel Michael Simon, noto come Sam Simon (Los Angeles, 6 giugno 1955 – Los Angeles, 8 marzo 2015), è stato uno sceneggiatore e produttore televisivo statunitense.
È noto soprattutto per essere uno degli originali sviluppatori de I Simpson, insieme a Matt Groening e James L. Brooks. Simon è direttamente creatore di molti personaggi della serie.
Ha frequentato la Stanford University, laureandosi nel 1977. Simon ricavava dalla produzione dei Simpson un guadagno di molti milioni di dollari l'anno, sebbene non lavorasse sul programma dal 1993. Investì milioni di dollari per finanziare la sua fondazione di soccorso per i cani randagi. 
Era vegano.
A partire dal quarto speciale di Halloween dei Simpson, tra il suo primo nome e il cognome è stato inserita la parola Sayonara, nomignolo che è rimasto anche in tutti i successivi speciali di Halloween.
È inoltre stato il manager del pugile peso massimo Lamon Brewster e nel 2004 è stato eletto miglior manager nel campo del pugilato.
È stato sposato con Jennifer Tilly dal 1984 al 1991; nel 2000 ha sposato l'attrice Jami Ferrell ma i due si lasciarono dopo appena tre settimane e divorziarono nel 2003.
Alla fine del 2012 gli è stato diagnosticato un carcinoma del colon-retto. Muore in seguito alle complicanze della malattia l'8 marzo 2015 all'età di 59 anni nella sua casa a Los Angeles.